# Monasterio de Osogovo
El Monasterio de Osogovo (en macedonio: Осоговски Манастир) es un monasterio ortodoxo macedonio situado cerca de Kriva Palanka, en Macedonia del Norte, a 10 kilómetros (6,2 millas) de la frontera búlgara en el monte Osogovo. El Monasterio de Osogovo alberga una colección de arte y una escuela de arquitectura durante el verano.
El monasterio se compone de dos iglesias, incluyendo la más grande «San Joaquín de Osogovo» y una más pequeña «Santa Madre de Dios». Los terrenos del monasterio también se componen de un campanario, dormitorios, una caseta de vigilancia, y una residencia para el jefe de la Iglesia ortodoxa de Macedonia. 
El monasterio fue fundado en el siglo XII, aunque no hay restos del monasterio original. El monasterio fue renovado por los reyes serbios Esteban Uroš III Dečanski y Esteban Uroš II Milutin. Desde mediados del siglo XVIII, el monasterio cayó en mal estado, y en ese período se perdieron las reliquias de San Joaquín.